# 布维拉
布维拉（阿拉伯语：‎）位于阿尔及利亚北部，是布维拉省的首府。

## 友好城市
- 法国鲁贝